# Feldhockey-Europameisterschaft der Herren 2019
Die Feldhockey-Europameisterschaft der Herren 2019 war die 17. Auflage der Feldhockey-Europameisterschaft der Herren. Sie fand vom 16. bis 24. August in Antwerpen, Belgien gemeinsam mit der Europameisterschaft der Damen statt. Der Titelverteidiger waren die Niederlande. Austragungsort was das Wilrijkse Plein-Sportzentrum. Belgien konnte zum ersten Mal das Turnier gewinnen, in dem es mit 5:0 gegen Spanien gewann. Platz drei konnten sich die Niederlande mit einem 4:0 gegen Deutschland sichern.

## Teilnehmer
Teilnahmeberechtigt waren die sechs besten Nationen der vorangegangenen Europameisterschaft und die zwei besten Nationen aus dem "B-Pool".
- Niederlande (Titelverteidiger)
- Belgien (Finalist 2017 und Gastgeber)
- England (Dritter 2017)
- Deutschland (Vierter 2017)
- Spanien (Fünfter 2017)
- Irland (Sechster 2017)
- Schottland (Sieger B-Pool)
- Wales (Finalist B-Pool)

## Stadion
Alle Spiele der Europameisterschaft wurden im Wilrijkse Plein-Sportzentrum in Antwerpen ausgetragen.

## Modus
Die Vorrunde wurde in zwei Gruppen zu je vier Mannschaften im jeder-gegen-jeden-Format gespielt. Die ersten Zwei jeder Gruppe qualifizierten sich für das Semifinale. Wie im internationalen Hockey üblich wurde ein Spiel um den dritten Platz ausgetragen. Die letzten Zwei beider Gruppen bildeten die Gruppe C und spielten um die Teilnahme an der folgenden Europameisterschaft. Dabei nahmen die Mannschaften das Ergebnis gegen die Nation aus der eigenen Gruppe mit. Die beiden Letzten aus der Vierer-Gruppe stiegen in den B-Pool ab und die zwei Ersten durften an der nächsten Europameisterschaft teilnehmen.

## Vorrunde
Zeitangaben in Mitteleuropäische Sommerzeit (MESZ).

### Gruppe A
| Datum                 | Team 1  | Team 2  | Ergebnis  |
| --------------------- | ------- | ------- | --------- |
| 16. August 2019 20:30 | Belgien | Spanien | 5:0 (2:0) |
| 17. August 2019 11:15 | England | Wales   | 2:2 (1:1) |
| 18. August 2019 13:30 | Spanien | Wales   | 5:1 (3:0) |
| 18. August 2019 18:00 | England | Belgien | 0:2 (0:1) |
| 20. August 2019 13:30 | Spanien | England | 2:2 (1:1) |
| 20. August 2019 20:30 | Belgien | Wales   | 6:0 (3:0) |

Tabelle
| Rang | Land    | Spiele | Tore | Differenz | Punkte |
| ---- | ------- | ------ | ---- | --------- | ------ |
| 1    | Belgien | 3      | 13:0 | +13       | 9      |
| 2    | Spanien | 3      | 7:8  | −1        | 4      |
| 3    | England | 3      | 4:6  | −2        | 2      |
| 4    | Wales   | 3      | 3:13 | −10       | 1      |

Legende: qualifiziert für die Finalspiele, Teilnahme an der Abstiegsrunde

### Gruppe B
| Datum                 | Team 1      | Team 2      | Ergebnis  |
| --------------------- | ----------- | ----------- | --------- |
| 17. August 2019 13:30 | Deutschland | Schottland  | 9:0 (4:0) |
| 17. August 2019 15:45 | Niederlande | Irland      | 5:1 (3:0) |
| 18. August 2019 15:45 | Irland      | Schottland  | 3:3 (1:1) |
| 18. August 2019 20:30 | Deutschland | Niederlande | 2:3 (1:1) |
| 20. August 2019 15:45 | Irland      | Deutschland | 0:5 (0:2) |
| 20. August 2019 18:00 | Niederlande | Schottland  | 6:0 (3:0) |

Tabelle
| Rang | Land        | Spiele | Tore | Differenz | Punkte |
| ---- | ----------- | ------ | ---- | --------- | ------ |
| 1    | Niederlande | 3      | 14:3 | +11       | 9      |
| 2    | Deutschland | 3      | 16:3 | +13       | 6      |
| 3    | Irland      | 3      | 4:13 | −9        | 1      |
| 4    | Schottland  | 3      | 3:18 | −15       | 1      |

Legende: qualifiziert für die Finalspiele, Teilnahme an der Abstiegsrunde

## Abstiegsrunde
| Datum                 | Team 1  | Team 2     | Ergebnis  |
| --------------------- | ------- | ---------- | --------- |
| 22. August 2019 13:30 | Wales   | Schottland | 2:4 (0:2) |
| 22. August 2019 15:45 | England | Irland     | 2:1 (2:1) |
| 24. August 2019 13:30 | England | Schottland | 3:0 (3:0) |
| 24. August 2019 15:45 | Irland  | Wales      | 0:4 (0:2) |

Tabelle
| Rang | Land       | Spiele | Tore | Differenz | Punkte |
| ---- | ---------- | ------ | ---- | --------- | ------ |
| 1    | England    | 3      | 7:3  | +4        | 7      |
| 2    | Wales      | 3      | 8:6  | +2        | 4      |
| 3    | Schottland | 3      | 7:8  | −1        | 4      |
| 4    | Irland     | 3      | 4:9  | −5        | 1      |

Legende: Abstieg in die EuroHockey Nations Trophy 2021

## Finalrunde

### Halbfinale
| Datum                 | Team 1      | Team 2      | Ergebnis  |
| --------------------- | ----------- | ----------- | --------- |
| 22. August 2019 18:00 | Niederlande | Spanien     | 3:4 (0:2) |
| 22. August 2019 20:30 | Belgien     | Deutschland | 4:2 (0:2) |

### Spiel um Platz 3
| Datum                 | Team 1      | Team 2      | Ergebnis  |
| --------------------- | ----------- | ----------- | --------- |
| 24. August 2019 18:00 | Deutschland | Niederlande | 0:4 (0:1) |

### Finale
| Datum                 | Team 1  | Team 2  | Ergebnis  |
| --------------------- | ------- | ------- | --------- |
| 24. August 2019 20:30 | Belgien | Spanien | 5:0 (4:0) |

## Abschlusstabelle
| Pl. | Mannschaft  |
| --- | ----------- |
|     | Belgien     |
|     | Spanien     |
|     | Niederlande |
| 4   | Deutschland |
| 5   | England     |
| 6   | Wales       |
| 7   | Schottland  |
| 8   | Irland      |

Legende: Europameister qualifiziert für die Olympischen Sommerspiele 2020, Abstieg in die EuroHockey Nations Trophy 2021